# Іввавік (національний парк)
 Національний парк «Іввавік»  (англ. Ivvavik National Park, фр. Parc national d'Ivvavik) — національний парк Канади, заснований в 1984 на території Юкон на південному березі моря Бофорта, на заході межує з американським аляскинським Національним Арктичним заповідником,
на півдні і сході парк межує з національним парком Вонтут. 
Знаходиться за 200 км на захід від містечка Інувік.
У перекладі з групи діалектів мови інуктітут слово «Іввавік» означає «місце народження». Парк утворено в 1984 році згідно з угодою між урядом Канади та інуїтами.
Парк розташований на екотоні між двома екорегіонами — тайги на півдні і тундри на півночі. Найбільшу частину парку займають Британські гори, висота яких від 860 м до 1 680 м над рівнем морем. Через парк протікає річка Фірт (довжина: 130 км), яка бере початок у озері Маргрет і впадає в море Бофорта.
Парк містить багато культурних пам'яток, що ще мають значення для тубільців, як інуїтів, так і індіанців. За для захисту поголів'я карибу, парк дозволяє відвідувати лише мінімальній кількості людей на рік.
Ссавці що зустрічаються у парку: Canis lupus pambasileus, Ursus arctos horribilis, Ursus americanus, Alces alces gigas, Ovis dalli, Ovibos moschatus, Gulo gulo,
два види лисиць, лемінги, а також птах Falco rusticolus.